# 呂卡維多斯
吕卡维多斯山（Λυκαβηττός，按古希臘語則讀作呂卡貝多斯），位於希臘雅典，高海拔277米，為該城最高點。於白堊紀形成，主要由石灰石構成。山上有建於19世紀的圣乔治教堂，可乘纜車上山。

## 外部連結
- Lycabettus Hill Website （页面存档备份，存于）
- 维基共享资源上的相關多媒體資源：呂卡維多斯
- High-resolution 360° Panorama of Mount Lycabettus | Art Atlas （页面存档备份，存于）

Template:雅典地标